# Luna 1959A
Luna 1959A o secondo la nomenclatura sovietica E-1 No.5 costituisce il quinto tentativo dell'URSS di raggiungere la Luna.
Fu lanciata il 18 giugno 1959 con l'obiettivo primario di impattare con il suolo lunare. Nel progetto era simile a Luna 2.
La missione fu un insuccesso, durante il lancio il sistema di guida del missile non funzionò e la sonda non raggiunse mai lo spazio.